# 848 Inna
848 Inna је астероид главног астероидног појаса чија средња удаљеност од Сунца износи 3,104 астрономских јединица (АЈ). 
Апсолутна магнитуда астероида је 10,9 а геометријски албедо 0,172.